# كرانش (ألعاب الفيديو)
كرانش (بالإنجليزية: Crunch) هو مصطلح يُستخدم في مجال صناعة الألعاب لوصف العمل الإجباري خارج ساعات العمل لتطوير لعبة. في صناعة الألعاب، يعد مصطلح Crunch شائعًا، ومن الممكن أن يؤدي إلى العمل لأسابيع من 65 إلى 80 ساعة إضافية لفترة من الزمن، وغالبًا لا يجري تعوضها، وتُعد مسعى لتكثيف العمال، وتقليل تكلفة تطوير الألعاب. ولكنها تؤدي إلى التأثير سلبًا في صحة مطوري الألعاب، وتقلل من جودة عملهم، وكذلك تؤدي إلى ترك مجال عملهم نهائيًا. لاحظ نقاد Crunch كيف أصبحت تطبق في مجال صناعة الألعاب لتضر جميع المعنيين. غالبًا ما يجري تشخيص قلة النقابات بما يخص تطوير الألعاب بأنها السبب في ظهور Crunch، وتهدف مؤسسات مثل Game Workers Unit إلى مواجهة Crunch من طريق إجبار الاستوديوهات على إكرام المطورين، مثل حقوق العمال.

## الوصف

### وقت الكرانش (Crunch time)
هو اللحظة التي يعتقد فيها الفريق بأنهم يفشلون في تحقيق المعالم المطلوبة لإطلاق لعبة في موعدها. تعتمد معوقات سلاسة العمل على طرف ثالث من المطورين وتخلق المطالب الفنية والجمالية غير الملموسة في صناعة الألعاب صعوبات في إنتاج المعالم. وكما لوحظ استعمال مصطلح Crunch time لاستغلال القوى العاملة من الغالبية الذكورية لصغار السن في مجال الألعاب ممن لم يحظوا بالوقت لتأسيس عائلة، وممن كانوا متحمسين للتقدم في هذا المجال من طريق العمل لساعات طويلة. في بعض الحالات، قد يكون محفز Crunch هو المطورين أنفسهم، فقد يرغب بعض المطورين المنفردين في العمل لساعات إضافية دون تفويض للحرص على تحقيق منتج يطابق المواصفات، وذي جودة عالية، ما قد يؤثر على المطورين الآخرين للالتزام بساعات إضافية، أو تجنب أخذ إجازة حتى لا يبدون بأنهم مهملين في العمل.
بسبب ميلان Crunch time ليكون مزيجًا من ممارسات الشركات وتأثير الأقران، أصبح غالبًا ما يطلق مصطلح Crunch culture على مناقشة أجواء تطوير الألعاب، بينما يُرى Crunch time بأنه القاعدة، وليس الاستثناء. ينبع ذلك من أن التركيز على إنجاز العمل جيدًا وبسرعة أهم من استقرار حياة العامل أو سلامته الشخصية.
معظم مشكلات Crunch هي نتيجة لتفشي Crunch culture على نطاق واسع في مجال العمل. في بعض الحالات، يكون Crunch culture مترسخًا جدًا في الشركات، إذ إن المديرون يفضحون فرقهم عن طيب خاطر بالعمل 100 ساعة أسبوعيًا، دلالةً على العمل الشاق، وبرهانًا على أن الشريكات تفعل أفضل ما لديها لإطلاق اللعبة في وقتها المحدد.

#### عبء العمل والتعويضات
أظهرت الدراسات الاستطلاعية من مطوري الألعاب -في القرن الحادي والعشرين- أن متوسط أسابيع العمل كان 46 ساعة على الأقل لأكثر من 60% من مشاركي crunch time. إن ساعات العمل الأسبوعي تتراوح من 60 إلى 80 ساعة، وأحيانًا تصل إلى 100 ساعة أو أكثر. يستمر هذا يوميًا مع المطورين مدة 12 إلى 14 ساعة يوميًا على مدار الأسبوع. بعض أكبر الألعاب، مثل: REDEMPTION 2 RED DEAD وFORTNITE، هي نتاج 70 - 100 ساعة عمل في الأسبوع، وجرت صياغة مصطلحات «الضحايا الناتجة عن الأجهاد» في استوديو تطوير لعبة  BIOWAR. ضحايا الإجهاد؛ نتيجة الضغط الذي يتعرض له الموظف في أثناء ضغط العمل.
في شركة Telltale Game:
يروي أحد الموظفين أنه عمل حتى الساعة 3 صباحًا في الليلة التي سبقت تسريحهم، وأكثر من 200 موظف آخر. يمكن إرجاع عبء العمل المكثف جزئيًا إلى تحول الألعاب إلى نموذج المعاملات الدقيقة. هذا النموذج هو أحد النماذج التي تكون فيها اللعبة الرئيسية مجانية، ولكن يمكن شراء الإضافات والمحتوى الإضافي. مثل الأسطح التي يمكن أن تغير مظهر شخصيتك مقابل سعر إضافي. يؤكد هذا على التحديثات المستمرة للاستمرار في إنشاء المزيد من المحتوى حتى يظل اللاعبون مرتبطين، ما يؤدي إلى شدة دائمة.
وفقًا لاستطلاع عام 2019 من الرابطة الدولية لمطوري الألعاب، أفاد 40 بالمئة من مطوري الألعاب أنهم تعرضوا لأزمة واحدة على الأقل خلال العام الماضي. أفاد 8 بالمئة فقط أنهم يتلقون أجرًا إضافيًا مقابل ساعاتهم العصيبة. على المستوى الفيدرالي ومستوى الولاية، يُعفى محترفو الكمبيوتر الذين يتقاضون رواتبهم السنوية المحددة من قوانين العمل الإضافي. يسمح هذا الإعفاء للشركات بعدم الدفع للمطورين مقابل أي ساعات إضافية في المكتب. يختلف الراتب السنوي المحدد من ولاية إلى أخرى، باستثناء ولاية كاليفورنيا.